# 李熙谋

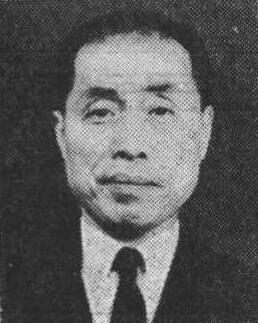
李熙谋

李熙谋（1896年10月11日—1975年2月26日），字振吾，浙江嘉善西塘镇人，电机专家。

## 生平
早年毕业於上海工业专门学校电机专业，后赴美国留学。1918年获得麻省理工学院电机工程硕士学位。回国后，1927年被浙江大学聘用为工学院首任院长，1934年任中國電機工程師學會首任會長。日本侵华战争爆发后，在重庆交通大学任教务长，并出任临时麻省理工学院重庆校友会理事。
國民政府遷台後，李熙谋先后出任台湾省立博物馆馆长、教育部常务次长、國立交通大學在台復校首任校長。1975年，在台北市病逝。